# Tuzli
Tuzli (ukránul: Тузли, románul: Tuzla) falu Ukrajna Odesszai területén, a Tatarbunari járásban. A település a Fekete-tenger partján, a tengertől 4 km-re, a Burnasz-limán mellett fekszik. Lakossága a 2001-es népszámlálás idején 1914 fő volt. A népesség  90,65%-ka ukrán volt, mellette 6,11%-nyi orosz és 1,57% román kisebbség élt a településen.
A településnek önálló önkormányzata van. A Tuzli Községi Tanácshoz tartozik még Bazarjanka, Bezimjanka, Veszela Balka, Veszele, Lebegyivka, Novomihajlivka és Jasznohorodka falvak.
A területi székhelytől, Odesszától 38 km-re terül el. A településhez eső legközelebbi vasútállomás Kulevcsa, amely az Odessza–Izmajil vasútvonalon helyezkedik el.

## Története
A település területén az 1950-es években késő bronzkori leleteket találtak. A település közelében 11. századi kurgánokat is találtak. A terület a 16. században az Arany Horda, a 17–18. században az Oszmán Birodalom uralma alatt volt, majd 
A jelenlegi települést 1787-ben alapították üdülőfaluként. Előtte a területen nomád legelők voltak. A tengerparton a sótermelés is jelentős volt. A sekély vizű limánokban lepárlással állították elő a sót. A település neve is a török tuz (só) szóból ered. 1799-ben imaházat építettek, melyet később kibővítettek. 1818-ban orosz fennhatóság alá került a terület. Az Ukrajna keleti területeiről szökött jobbágyok is nagy számba telepedtek le itt, más moldovai földművesekkel együtt. A település lakossága 1847-re már elérte az ezer főt. Ebben az időszakban nyitottak általános iskolát. Az 1800-as évek második felében egy ideig az Oszmán Birodalom fennhatósága alatt állt, majd 1873-ban ismét az Orosz Birodalomhoz került.
1918-ban a város Besszarábiával együtt a Román Királysághoz került. Az 1930-as népszámláláskor 3146 lakosa volt. Ebből 40,62% román, 28,96% orosz, 12,91% német, 11,19% ukrán 3,78% zsidó nemzetiségű volt. 1940-ben kezdődött a szovjet fennhatóság, amikor a Szovjetunió megszállta Besszarábiát. 1941–1944 között ismét román fennhatóság alatt volt a város. A Vörös Hadsereg 1944. augusztus 23-án foglalta el a várost. 1959-ig járási székhely volt. Napjainkban a Tatarbunari járáshoz tartozik.  Gazdaságában a mezőgazdaság dominál.